# William Burke
Pour le tueur en série écossais, voir Meurtres de Burke et Hare. Pour les homonymes, voir Burke.
William Burke, né aux États-Unis en 1903 et mort à Los Angeles le 15 février 1958, est un acteur, réalisateur et producteur américain. Il tourna d'abord aux États-Unis, puis en France après la Première Guerre mondiale.

## Filmographie française
- 1925 : Jean Chouan de Luitz Morat - film en 8 chapitres - Jean-Marie Collot d'Herbois
- 1931 : À nous la liberté de René Clair - un ancien détenu
- 1932 : Léon tout court de Jean-Louis Bouquet
- 1932 : Tango dans la boca de Henri Piperno - court métrage -
- 1932 : Pas de femmes de Mario Bonnard
- 1932 : Léon... tout court de Joe Francis
- 1933 : Le Tunnel de Kurt Bernhardt